# Lamborghini Reventón
Lamborghini Reventón je supersportovní auto od slavné automobilky Lamborghini. Jedná se o limitovanou řadu vozů, založenou na úspěšném modelu Lamborghini Murciélago LP640. Unikátnost vozu dokazuje především jeho futuristický design, ke kterému jeho tvůrce inspirovala vojenská letecká technika, konkrétně letouny využívající technologii stealth.

## Výkonnostní parametry
Co se týče výkonu, celý vůz je jak už byl zmíněno postaven na základech modelu LP640. Dvanáctiválcový motor byl však upraven, objem se zvedl na celých 6,5 litru a jeho výkon vzrostl na celých 640 koní, točivý moment je pak 660 Nm.
Nové rychlostní rekordy ovšem vůz nepokořil, maximální rychlost (340 km/h) i zrychlení z nuly na sto kilometrů (3,4 sekundy) zůstaly stejné jako u LP640.

## Počet vyrobených vozů
Jelikož se jedná o limitovanou edici opravdu atraktivního automobilu, dostupnost nových vozů je dnes již nulová. Vyrobeno totiž bylo pouhých dvacet kusů tohoto modelu. Vzhledem k takto vysoké unikátnosti byla cena značně vysoká – zhruba 28 milionů korun.